# قلب الحجر (فلم)
قلب الحجر (بالآيسلندية: Hjartasteinn) هو فيلم درامي آيسلندي من إخراج غوذمندور أرنار غوذموندسون. يروي قصة صداقة قوية بين ولدين مراهقين في قرية صيد أيسلندية صغيرة والاضطرابات العاطفية والجنسية في مرحلة المراهقة. تم عرضه في قسم «الإستكشاف» في مهرجان تورونتو السينمائي الدولي في عام 2016. في 9 سبتمبر 2016، فاز الفيلم بجائزة الأسد الكويري في مهرجان البندقية السينمائي. كان أول فيلم آيسلندي يتم عرضه في قسم تنافسي في مهرجان البندقية السينمائي. تم ترشيحه أيضًا لجائزة مجلس الشمال الأوروبي للأفلام لعام 2017. وربح الفيلم جائزة إيدا الآيسلندية كأحسن فيلم لعام 2017.

## القصة
تدور أحداث الفيلم في قرية صيد نائية في آيسلندا. عاش الولدان المراهقان ثور وكريستيان صيفًا مضطربًا إذ يحاول أحدهم كسب قلب فتاة بينما يكتشف الآخر مشاعر جديدة تجاه صديقه المفضل. عندما ينتهي الصيف وتبدأ الطبيعة القاسية لآيسلندا في الشتاء، حان الوقت بالنسبة لهم لترك ملعب الطفولة ومواجهة سن الرشد.

## الممثلون والشخصيات
- بلاير هينركسون في دور كريستيان
- ديليا فالسدوتير في دور بيث
- كاتلا نيالسدوتير في دور هانا
- يونينا ثورديس كارلسدوتير في دور راكال
- ران راغناروتير في دور هافديس
- سورين مالينج في دور سفين
- نينا ديغ فيليبوسدوتير في دور هولدا
- غونار يونسون في دور أسغير
- سفين أولافور غونارسون في دور سيغورذور

## الإنتاج
الفيلم هو أول فيلم الروائي طويل للمخرج غوذموندور وبدأ العمل على السيناريو في عام 2007. تم تصويره في خريف عام 2015 في قرى بورغارفيورذور إيستري، سيذيسفييرذور، فوبانفييرذور، وديرهولاي.

## الاستقبال النقدي والجوائز
تم استقبال الفيلم بشكل جيد في أيسلندا. وفاز بجوائز إيدا الآيسلندية لعام 2017. تلقى النص والحوار وتوجيه الممثلين الشباب الثناء. قامت السينماتغرافي من قبل ستورلا براندت غيفلن تضخيم طبيعة الأيسلندية، مع لقطات طويلة من السواحل والخلجان.
حصل الفيلم في موقع الطماطم الفاسدة على نسبة موافقة تبلغ 84% بناءً على 25 تقييمًا، بمتوسط تقييم 7/10. حصل الفيلم في موقع ميتاكريتيك على نسبة موافقة تبلغ 70 من 100، على أساس 5 منتقدين، مع الإشارة إلى «مراجعات إيجابية عمومًا».
في 9 سبتمبر 2016، فاز الفيلم بجائزة الأسد الكويري في مهرجان البندقية السينمائي. كان أول فيلم آيسلندي يتم عرضه في قسم تنافسي في مهرجان البندقية السينمائي. تم ترشيحه أيضًا لجائزة مجلس الشمال الأوروبي للأفلام لعام 2017.

## وصلات خارجية
- مقالات تستعمل روابط فنية بلا صلة مع ويكي بيانات